# Microgephyra capricornis
Microgephyra capricornis är en tvåvingeart som beskrevs av Lyneborg 1972. Microgephyra capricornis ingår i släktet Microgephyra och familjen stilettflugor. Inga underarter finns listade i Catalogue of Life.